# Max Cohen-Olivar

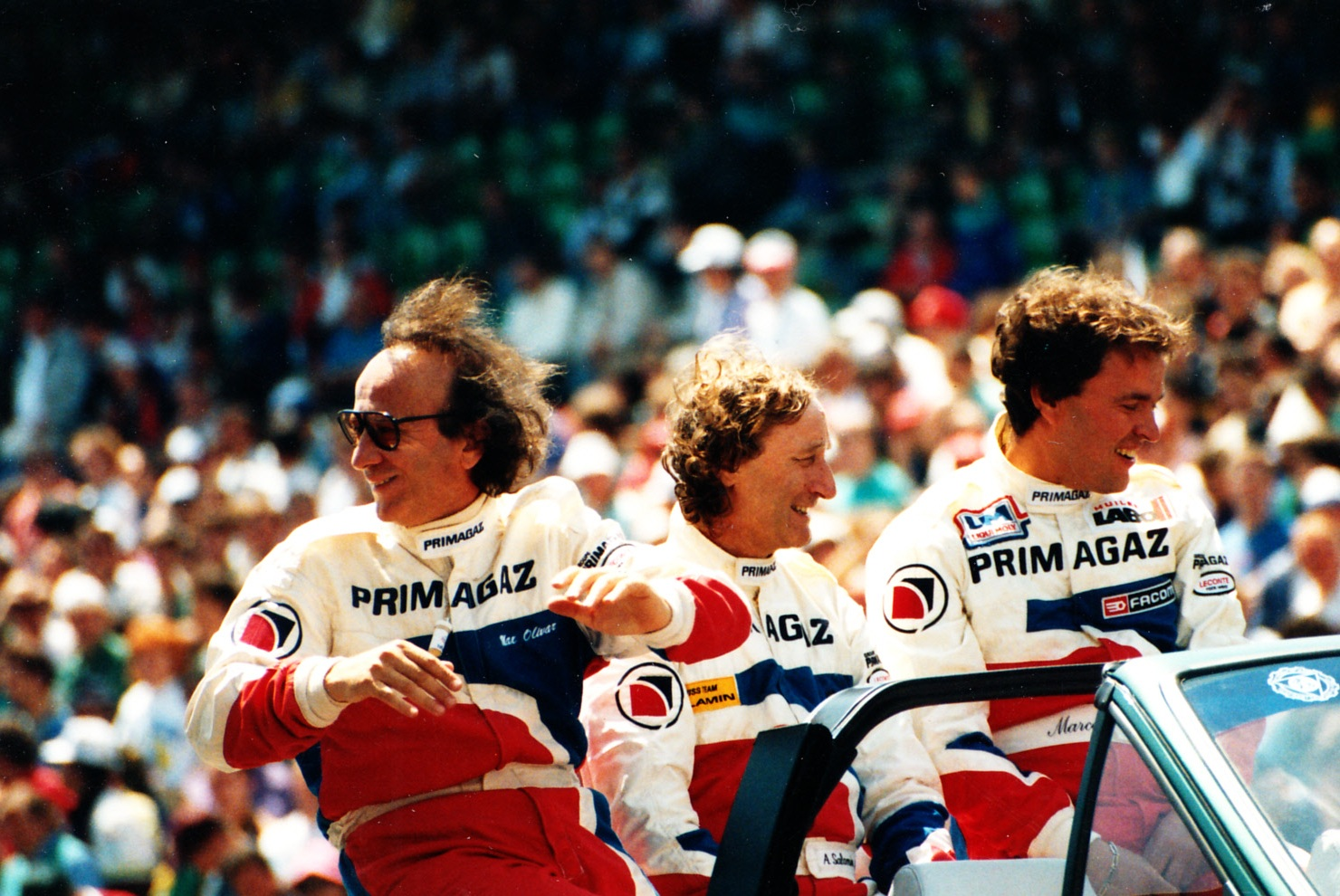
Max Cohen-Olivar, Antoine Salamin und Marcel Tarrès (von links nach rechts) 1991 in Le Mans

Max Mimoun Cohen-Olivar (* 30. April 1945 in Casablanca; † 21. Mai 2018 in Paris) war ein marokkanischer Automobilrennfahrer.

## Karriere
Max Cohen-Olivar begann seine Karriere im Motorsport in den späten 1960er-Jahren in Marokko. Im Unterschied zu Südafrika und Rhodesien, wo sich in den 1960er-Jahren eine eigenständige Motorsportszene in unterschiedlichen Varianten entwickelte, blieb der Rennsport in fast allen anderen afrikanischen Staaten Stückwerk. Nicht viel anders war die Situation in Cohen-Olivars Heimatland. In Ermangelung passender Entwicklungsmöglichkeiten kam er daher Anfang der 1970er-Jahre nach Europa.
Der talentierte junge Pilot bekam 1970 einen Vertrag beim Schweizer Rennfahrer und Teambesitzer André Wicky, der ihm den Einstieg in den professionellen Sport ermöglichte. Cohen-Olivar wurde nach seiner ersten Zeit in der Schweiz zu einem der meistbeschäftigten Sportwagenfahrer im internationalen Motorsport. Bis Mitte der 1990er-Jahre war er bei allen großen Sportwagenrennen mehrmals am Start.
Eng verbunden ist der Name Cohen-Olivar auch mit dem 24-Stunden-Rennen von Le Mans. In drei Jahrzehnten war er 20-mal bei diesem Langstreckenrennen am Start. Sein Debüt gab er 1971 für das Team Wicky Racing mit dem Teambesitzer selbst als Rennpartner. Seine besten Platzierungen waren die beiden zwölften Gesamtränge 1982 und 2001. Einer Spitzenplatzierung am nächsten kam er 1986, als er mit dem Porsche 962 der deutschen Kremer-Mannschaft lange im Spitzenfeld lag. Das Team zog jedoch nach dem tödlichen Unfall von Jo Gartner – der ebenfalls einen Kremer-Porsche fuhr – das Fahrzeug vom Rennen zurück.
2001 wurde Cohen-Olivar für 30 Jahre Le Mans vom Automobile Club de l’Ouest – dem Veranstalter des 24-Stunden-Rennens – geehrt und ist bis heute der Afrikaner mit den meisten Rennteilnahmen an der Sarthe.
Er starb im Mai 2018.

## Statistik

### Le-Mans-Ergebnisse
| Jahr | Team                       | Fahrzeug                | Teamkollege         | Teamkollege        | Platzierung     | Ausfallgrund                    |
| ---- | -------------------------- | ----------------------- | ------------------- | ------------------ | --------------- | ------------------------------- |
| 1971 | André Wicky Racing Team    | Porsche 908/2           | André Wicky         |                    | Ausfall         | Getriebeschaden                 |
| 1973 | André Wicky Racing Team    | Porsche 908/2           | André Wicky         | Philippe Carron    | Rang 21         |                                 |
| 1974 | Wicky Racing Team          | De Tomaso Pantera       | Philippe Carron     |                    | Ausfall         | Getriebeschaden                 |
| 1975 | Wicky Racing Team          | Porsche 908/2           | Philippe Carron     | Joël Brachet       | Ausfall         | Kupplungsschaden                |
| 1977 | Racing Organisation Course | Chevron B36             | Alain Flotard       | Michel Dubois      | Ausfall         | Motorschaden                    |
| 1978 | ROC La Pierre du Nord      | Chevron B36             | Jacques Henry       | Albert Dufréne     | Ausfall         | Kolbenschaden                   |
| 1979 | Lambretta S.A.F.D,         | Lola T298               | Pierre Yver         | Michel Elkoubi     | Rang 21         |                                 |
| 1981 | Jean-Marie Lemerle         | Lola T298               | Jean-Marie Lemerle  | Alain Levié        | Ausfall         | Elektrik                        |
| 1982 | Jean-Marie Lemerle         | Lancia Beta Monte Carlo | Jean-Marie Lemerle  | Joe Castellano     | Rang 12         |                                 |
| 1983 | Scuderia Sivama Motor      | Lancia LC1              | Oscar Larrauri      | Massimo Sigala     | nicht klassiert |                                 |
| 1985 | Bartlett Chevron Racing    | Chevron B62             | Richard Jones       | Robin Smith        | Ausfall         | Motorschaden                    |
| 1986 | Porsche Kremer Racing      | Porsche 956             | Pierre Yver         | Hubert Striebig    | zurückgezogen   | tödlicher Unfall von Jo Gartner |
| 1987 | Charles Ivy Racing         | Tiga GC287              | John Cooper         | Tom Dodd-Noble     | Ausfall         | Kurbelwelle                     |
| 1988 | Primagaz Compétition       | Cougar C12              | Patrick de Radiguès |                    | nicht klassiert |                                 |
| 1989 | Tiga Race Team             | Tiga GC289              | Robin Donovan       | John Sheldon       | Ausfall         | Kraftübertragung                |
| 1990 | Team Davey                 | Porsche 962C            | Giovanni Lavaggi    | Tim Lee-Davey      | Rang 19         |                                 |
| 1991 | Team Salamin Primagaz      | Porsche 962C            | Antoine Salamin     | Marcel Tarrès      | Ausfall         | Motor überhitzt                 |
| 1992 | Equipe Alméras Chotard     | Porsche 962C            | Jacques Alméras     | Jean-Marie Alméras | Ausfall         | Unfall                          |
| 2000 | Seikel Motorsport          | Porsche 911 GT3-R       | Michel Neugarten    | Tony Burgess       | Rang 18         |                                 |
| 2001 | Seikel Motorsport          | Porsche 911 GT3-R       | Andrew Bagnall      | Tony Burgess       | Rang 12         |                                 |

### Einzelergebnisse in der Sportwagen-Weltmeisterschaft
| Saison | Team                                                    | Rennwagen                                | 1   | 2   | 3   | 4   | 5   | 6   | 7   | 8   | 9   | 10  | 11  | 12  | 13  | 14  | 15  | 16  | 17  |
| ------ | ------------------------------------------------------- | ---------------------------------------- | --- | --- | --- | --- | --- | --- | --- | --- | --- | --- | --- | --- | --- | --- | --- | --- | --- |
| 1971   | Wicky Racing                                            | Porsche 908                              | BUA | DAY | SEB | BRH | MON | SPA | TAR | NÜR | LEM | ZEL | WAT |     |     |     |     |     |     |
| 1971   | Wicky Racing                                            | Porsche 908                              |     |     |     |     |     | DNF |     |     |     |     |     |     |     |     |     |     |     |
| 1973   | Wicky Racing                                            | Porsche 908                              | DAY | VAL | DIJ | MON | SPA | TAR | NÜR | LEM | ZEL | WAT |     |     |     |     |     |     |     |
| 1973   | Wicky Racing                                            | Porsche 908                              |     |     | 12  | DNF |     |     |     | 21  |     |     |     |     |     |     |     |     |     |
| 1974   | Supercar Wicky Racing                                   | Lola T294 De Tomaso Pantera              | MON | SPA | NÜR | IMO | LEM | ZEL | WAT | LEC | BRH | KYA |     |     |     |     |     |     |     |
| 1974   | Supercar Wicky Racing                                   | Lola T294 De Tomaso Pantera              | DNF |     |     |     | DNF |     |     |     |     |     |     |     |     |     |     |     |     |
| 1978   | ROC                                                     | Chevron B36                              | DAY | SEB | MUG | TAL | DIJ | SIL | NÜR | LEM | MIS | DAY | WAT | VAL | ROD |     |     |     |     |
| 1978   | ROC                                                     | Chevron B36                              |     |     |     |     | DNF |     |     |     |     |     |     |     |     |     |     |     |     |
| 1979   | Lambretta                                               | Lola T298                                | DAY | SEB | MUG | TAL | DIJ | RIV | SIL | NÜR | LEM | PER | DAY | WAT | SPA | BRH | ROA | VAL | ELS |
| 1979   | Lambretta                                               | Lola T298                                |     |     |     |     | DNF |     |     |     | 21  |     |     |     |     |     |     |     |     |
| 1981   | Jean-Marie Lemerle                                      | Lola T298                                | DAY | SEB | MUG | MON | RIV | SIL | NÜR | LEM | PER | DAY | WAT | SPA | MOS | ROA | BRH |     |     |
| 1981   | Jean-Marie Lemerle                                      | Lola T298                                |     |     |     |     | DNF |     |     |     |     |     |     |     |     |     |     |     |     |
| 1982   | Jean-Marie Lemerle                                      | Lancia Beta Monte Carlo                  | MON | SIL | NÜR | LEM | SPA | MUG | FUJ | BRH |     |     |     |     |     |     |     |     |     |
| 1982   | Jean-Marie Lemerle                                      | Lancia Beta Monte Carlo                  | 12  |     |     |     |     |     |     |     |     |     |     |     |     |     |     |     |     |
| 1983   | Sivama                                                  | Lancia LC1                               | MON | SIL | NÜR | LEM | SPA | FUJ | KYA |     |     |     |     |     |     |     |     |     |     |
| 1983   | Sivama                                                  | Lancia LC1                               | DNF |     |     |     |     |     |     |     |     |     |     |     |     |     |     |     |     |
| 1984   | Helmut Gall Hubert Striebig John Bartlett               | BMW M1 Sthemo SMC2 Lola T610             | MON | SIL | LEM | NÜR | BRH | MOS | SPA | IMO | FUJ | KYA | SAN |     |     |     |     |     |     |
| 1984   | Helmut Gall Hubert Striebig John Bartlett               | BMW M1 Sthemo SMC2 Lola T610             |     | DNF |     | DNF | 14  |     | DNF | DNF |     |     |     |     |     |     |     |     |     |
| 1985   | Chevron Cars Bartlett Racing                            | Chevron B62                              | MUG | MON | SIL | LEM | HOK | MOS | SPA | BRH | FUJ | SEL |     |     |     |     |     |     |     |
| 1985   | Chevron Cars Bartlett Racing                            | Chevron B62                              |     |     |     | DNF | 16  | DNF | DNF | DNF |     |     |     |     |     |     |     |     |     |
| 1986   | Bartlett Racing Kremer Racing Tiga                      | Bardon DB1 Porsche 956 Tiga GC285        | MON | SIL | LEM | NÜN | BRH | JER | NÜR | SPA | FUJ |     |     |     |     |     |     |     |     |
| 1986   | Bartlett Racing Kremer Racing Tiga                      | Bardon DB1 Porsche 956 Tiga GC285        |     | DNF | DNF |     | 18  | 10  | DNF | DNF |     |     |     |     |     |     |     |     |     |
| 1987   | Baker Racing Ivy Racing                                 | Tiga GC286 Tiga GC287                    | JAR | JER | MON | SIL | LEM | NÜN | BRH | NÜR | SPA | FUJ |     |     |     |     |     |     |     |
| 1987   | Baker Racing Ivy Racing                                 | Tiga GC286 Tiga GC287                    |     |     |     | DNF | DNF |     |     | 15  |     |     |     |     |     |     |     |     |     |
| 1988   | Team Salamin Automobiles Descartes Courage Baker Racing | Porsche 962 ALD 04 Cougar C12 Tiga GC286 | JER | JAR | MON | SIL | LEM | BRÜ | BRH | NÜR | SPA | FUJ | SAN |     |     |     |     |     |     |
| 1988   | Team Salamin Automobiles Descartes Courage Baker Racing | Porsche 962 ALD 04 Cougar C12 Tiga GC286 |     | 15  | DNF | 7   | DNF | DNF |     | DNF |     |     |     |     |     |     |     |     |     |
| 1989   | Team Salamin Team Davey                                 | Porsche 962                              | SUZ | DIJ | JAR | BRH | NÜR | DON | SPA | MEX |     |     |     |     |     |     |     |     |     |
| 1989   | Team Salamin Team Davey                                 | Porsche 962                              |     | 22  | 16  |     | DNF | 16  | 16  |     |     |     |     |     |     |     |     |     |     |
| 1990   | Team Salamin                                            | Porsche 962                              | SUZ | MON | SIL | SPA | DIJ | NÜR | DON | MOT | MEX |     |     |     |     |     |     |     |     |
| 1990   | Team Salamin                                            | Porsche 962                              |     |     |     |     |     | 20  | 19  | 16  | DNF |     |     |     |     |     |     |     |     |
| 1991   | Team Salamin                                            | Porsche 962                              | SUZ | MON | SIL | LEM | NÜR | MAG | MEX | AUT |     |     |     |     |     |     |     |     |     |
| 1991   | Team Salamin                                            | Porsche 962                              | 9   | DNF | DNF | DNF |     |     |     |     |     |     |     |     |     |     |     |     |     |
| 1992   | Equipe Alméras                                          | Porsche 962                              | MON | SIL | LEM | DON | SUZ | MAG |     |     |     |     |     |     |     |     |     |     |     |
| 1992   | Equipe Alméras                                          | Porsche 962                              | DNF |     |     |     |     |     |     |     |     |     |     |     |     |     |     |     |     |